# 과실상계
과실상계(過失相計)란 대한민국 민법의 법리(법률의 원리)로 채무불이행이나 불법행위에 의해 손해를 배상해야 될 경우, 채권자 또는 피해자에게도 과실이 인정되는 경우에는, 배상책임의 유무 및 배상액을 산정할 때 피해자의 과실을 참작하는 것을 말한다(민법 제396조, 민법 제763조). 과실 상쇄라고도 한다. 영어로 상대적 과실(comparative negligence)이라고 하며 피고가 원고에게 할 수 있는 항변이다.

## 의의
- 민법상의 과실상계제도는 채권자가 신의칙상 요구되는 주의를 다하지 아니한 경우 공평의 원칙에 따라 손해의 발생에 관한 채권자의 그와 같은 부주의를 참작하게 하려는 것이다[1]. 불법행위에 있어서의 가해자의 과실이 의무위반의 강력한 과실임에 반하여 과실상계에 있어서 과실이란 사회통념상 신의성실의 원칙상 공동생활상 요구되는 약한 부주의까지도 가리키는 것이다[2]

## 요건
채무불이행에 의한 손해배상청구권이 성립하기 위하여 필요한 요건이 갖추어져야 한다.
채무불이행에 관하여 채권자의 과실이 있어야 한다.

## 효과
1. 법원은 채무자의 배상책임을 면하게 하거나 경감할 수 있다.
2. 법원은 채권자의 과실을 인정한 때에는 반드시 이를 참작하여야 한다. 어느 정도를 참작할 것인가는 법원의 자유재량에 맡겨져 있다.
3. 법원은 직권으로 채권자의 과실의 유무를 조사하여야 한다.

## 판례
- 이중매수인이 매매목적부동산에 관하여 처분금지가처분등기가 기입된 사실을 알았으나 매도인으로부터 자기책임 하에 가처분등기를 청산, 정리한다는 취지의 약속을 받음에 따라 매매대금을 전부지급한 행위는 과실상계 사유가 되지 못한다[3]
- 피해자의 부주의를 이용하여 고의로 불법행위를 저지른 자가 바로 그 피해자의 부주의를 이유로 자신의 책임을 감하여 달라고 주장하는 것은 허용될 수 없으나, 이는 그러한 사유가 있는 자에게 과실상계의 주장을 허용하는 것이 신의칙에 반하기 때문이므로, 불법행위자 중의 일부에게 그러한 사유가 있다고 하여 그러한 사유가 없는 다른 불법행위자까지도 과실상계의 주장을 할 수 없다고 해석할 것은 아니다.[4]
- 중개보조원이 업무상 행위로 거래당사자인 피해자에게 고의로 불법행위를 저지른 경우라 하더라도 그 중개보조원을 고용하였을 뿐 이러한 불법행위에 가담하지 아니한 중개업자에게 책임을 묻고 있는 피해자에게 과실이 있다면 법원은 과실상계의 법리에 좇아 손해배상의 책임 및 그 금액을 정함에 있어 이를 참작하여야 한다.[5]
- 피용자가 피해자의 부주의를 이용하여 고의로 불법행위를 한 경우에 피용자 본인이 손해액의 일부로 변제한 경우에는 그 변제금 중 사용자의 과실비율에 상응하는 만큼은 사용자가 배상하여야 할 손해액의 일부로 변제된 것으로 봄이 상당하고, 따라서 사용자의 손해배상책임이 그 범위 내에서는 소멸된다.[6]
- 법인에 대한 손해배상책임원인이 대표기관의 고의적인 불법행위라고 하더라도, 피해자에게 그 불법행위 내지 손해발생에 과실이 있다면 법원은 과실상계의 법리에 좇아 손해배상의 책임 및 그 금액을 정함에 있어 이를 참작하여야 한다.[7]
- 과실상계에 있어서 피해자의 과실참작의 비율을 정하는 일은 법원의 자유재량에 달린 것이긴 하나 과실의 정도를 비교교량함에 있어서 지나치게 피해자에게 유리하거나 또는 불리하게 판단하는 것은 재량의 범위를 벗어난 처사로서 위법하다고 볼 수밖에 없다[8].
- 과실상계 사유에 관한 사실인정이나 그 비율을 정하는 것은 그것이 형평의 원칙에 비추어 현저히 불합리한 것이 아닌 한 사실심의 전권사항이다[9]
- 채무자가 채권자에 대하여 채무불이행으로 인한 손해배상책임을 지는 경우에는 채권자에게 채무불이행에 관한 과실이 있다면 특별한 사정이 없는 한 법원으로서는 채무자의 손해배상책임의 범위를 정함에 있어 이를 참작하여야 할 것이다. 그러나 예외적으로 고의에 의한 채무불이행으로서 채무자가 그 채무 발생의 원인이 된 계약을 체결할 당시 채권자가 계약내용의 중요부분에 관하여 착오에 빠진 사실을 알면서도 이를 이용하거나 이에 적극 편승하여 계약을 체결하고 그 결과 채무자가 부당한 이익을 취득하게 되는 경우 등과 같이 채무자로 하여금 채무불이행으로 인한 이익을 최종적으로 보유하게 하는 것이 공평의 이념이나 신의칙에 반하는 결과를 초래하는 경우에는 채권자의 과실에 터잡은 채무자의 과실상계 주장을 허용하여서는 안 될 것이다[10]
- 피해자의 부주의를 이용하여 고의로 불법행위를 저지른 자가 바로 그 피해자의 부주의를 이유로 자신의 책임을 감하여 달라고 주장하는 것은 특별한 사정이 없는 한 공평의 이념에 비추어 허용될 수 없는 것이고( 대법원 1995. 11. 14. 선고 95다30352 판결, 대법원 2005. 10. 7. 선고 2005다32197 판결 등 참조), 이러한 이치는 매수인 측의 부주의를 이용하여 고의로 채무를 이행하지 아니한 책임이 귀속되어 매매계약을 해제당한 매도인이 바로 그 매수인 측의 부주의를 이유로 자신의 계약해제로 인한 원상회복의무의 이행책임을 감하여 달라고 주장하는 경우에 있어서도 마찬가지라고 할 것이다[11].
- 사용자의 감독이 소홀한 틈을 이용하여 피용자가 부정행위를 한 경우에 이 감독소홀은 피용자에 대한 관계에 있어서는 사용자의 과실이라 할 수 없으므로 그 피용자의 사용자에 대한 손해배상액을 정함에 있어 이로써 과실상계를 할 수 없다[12]
- 상사의 감독소홀을 틈타 적극적으로 부정행위를 한 자는 바로 그 상사의 감독소홀의 점을 과실상계의 사유로 주장할 수 없다고 할 것이나 축산업협동조합직원이 위 조합 상사의 감독소홀을 틈타 적극적으로 부정행위를 저지른 것이 아니라 단지 업무상 주의를 다하지 아니하였음에 불과하고 위 조합 상사들이 이를 제대로 지적해 주기만 하였으면 그로 인한 손해를 피할 수 있었던 것으로 보이는 경우에는 위 조합 상사들의 이와 같은 감독소홀의 점을 과실상계의 사유로 주장하더라도 신의칙에 반하는 것이라고 할 수 없다[13].